# Naraka: Bladepoint
Naraka: Bladepoint ist ein Action- und Battle-Royale-Computerspiel von 24 Entertainment und NetEase Games.

## Spielablauf
Naraka: Bladepoint ist ein Battle-Royale-Spiel, in dem bis zu 60 Spieler gegeneinander kämpfen, um der letzte Überlebende zu sein. Das Spiel beinhaltet einen von der Kampfkunst inspirierten Nahkampf und bietet ein Schnick-Schnack-Schnuck-Kampfsystem. Es gibt eine vielfältige Auswahl an Nah- und Fernkampfwaffen sowie einen Greifhaken, der sowohl im Kampf als auch zur Fortbewegung eingesetzt werden kann. Darüber hinaus verfügt jeder spielbare Charakter (genannt „Held“) über einzigartige Fähigkeiten und Talente, die eine individuelle Anpassung an den eigenen Spielstil ermöglichen.
Naraka: Bladepoint spielt auf der fiktiven Insel Morus, wo sich die Helden zum Kampf versammeln. Spieler können alleine oder ein einem Team mit bis zu zwei Mitspielern antreten. Sie haben die Wahl zwischen mehr als neun verschiedenen Charakteren, von denen jeder über zwei Fähigkeiten verfügt.

## Charaktere
Naraka: Bladepoint hat derzeit über 20 spielbare Charaktere.
- Viper Ning:

Das Blut von Viper Ning, der blinden Klingenmeisterin von West Kunlun, ist seit langer Zeit von tödlichem Gift erfüllt. Sie ist ebenso wunderschön wie tödlich, doch ihren Augen bleibt der Anblick dieser Welt versagt, bis der Tag des Schicksals naht.
- Kurumi Tsuchimikado:

Kurumi, auch bekannt als Blume von Helioth, wurde ihr Talent in die Wiege gelegt, denn sie stammt aus der uralten Familie von Onmyoji-Meister. Sie verließ ihr Heimatland auf der Suche nach dem größten Abenteuer ihres Lebens.
- Matari:

Matari, die ihre Fähigkeiten in den Wüstenstürmen perfektioniert hat, ist so flink wie ein Adler. Sie hat eine alte Geheimtechnik bewältigt und wandert wie ein teuflisches Phantom in den Ruinen umher.
- Tarka Ji:

Das Leben geht schnell. Trinke gut und erfreue dich am Leben. Hinter dem Namen Treuer Trunkenbold steckt ein Mann mit einer tiefen Liebe zur Freiheit. Und auch, wenn die Übermacht noch so groß ist, sein eiserner Wille verleiht ihm ungeheure Kräfte. Der Weg, der vor ihm liegt, steckt voller Schwierigkeiten – aber egal wie groß die Herausforderung ist, mit dem Schwert in der Hand wird er sie gerne annehmen.
- Temulch:

An dem Tag, an dem Temulch seine inneren Kräfte weckt, werden wilde Böen das Grasland in ein tobendes Meer verwandeln. Die Legenden seiner Vorfahren sind unauslöschlich in seinen Geist eingebrannt, und der Ruhm, nach dem er sich so sehr sehnt, ist zum Greifen nahe. Der graue Wolf wird wieder zuschlagen.
- Tianhai:

Tianhais Reise um die Welt hat ihm sein Schicksal offenbart: Er ist bestimmt, die Welt unter allen Umständen zu retten. Dieser bescheidene Mönch verwandelt sich in einen riesigen Vajra-Krieger, der von seinem ungezügelten Zorn angespornt wird. Alle, die sich ihm in den Weg stellen, werden seine wütenden Schlägen spüren.
- Yoto Hime (Onmyoji Crossover[5]):

Niemand entkommt den Schnitten ihrer dämonischen Klinge und wo sie gewütet hat, bleibt nichts als eine Spur von Leichen. Nachdem sie sich beruhigt hatte, machte sie sich Vorwürfe, dass an ihre Händen unzähliges Blut klebt. Manchmal ist große Stärke keine gute Sache. Es ist eine Bürde, die schwer wiegt und kontrolliert werden muss.
- Valda Cui:

Valda Cui kontrolliert das Meer und ihre normale Fähigkeit setzt Wassergefängnisse frei, die Gegner betäuben, wenn sie die Gegner berühren. Wenn Valda Cui ihre ultimative Fähigkeit einsetzt, kanalisiert sie die Kraft des Meeresdrachens und entfesselt eine gewaltige Wasserwelle über dem Schlachtfeld.
- Yueshan:

Yueshan basiert auf der chinesischen Geschichte während der Zeit der kriegführenden Staaten. Zu Yueshans Fähigkeiten gehört es, seine Gegner mit der Schulter anzugreifen und sie umzuwerfen, um den ersten Treffer zu landen. Yueshans ultimative Fähigkeit verwandelt ihn außerdem in einen Allmächtigen General, dessen tödlicher Hellebarde Feinde in seinem Weg mit Leichtigkeit niederstrecken kann.

## Entwicklung
Die mobile Version befindet sich derzeit in der Entwicklung, um das auf Nahkampf ausgerichtete Spielerlebnis einer breiteren Masse von Spielern weltweit zugänglich zu machen. Netease Thunderfire UX-Team ist verantwortlich für UI und UX-Design für seine mobile Version.
Am 5. November 2021 kündigte 24 Entertainment die erste Naraka: Bladepoint  World Championship (NBWC) an, die mit einem Preisgeld von 1,5 Millionen Dollar ausgestattet ist. Die erste NBWC wird Anfang des Jahres 2022 stattfinden.[veraltet]
Das Netease Thunderfire-Team ist für die Entwicklung der Konsolen-Version und der Funktionen von Naraka: Bladepoint verantwortlich.

## Geschichte
Naraka: Bladepoint wurde zusammen mit vielen anderen Titeln während der Game-Awards-2019-Zeremonie am 12. Dezember 2019 offiziell angekündigt.
Nachdem es 3 Monate lang auf dem Markt war, hat sich Naraka: Bladepoint weltweit mehr als 6 Millionen Mal verkauft und ist damit eines der am schnellsten verkauften chinesischen PC-Spiele aller Zeiten.
Naraka: Bladepoints Saison „Kavallerie“ startete am 10. November 2021 und führte zwei neue Helden, darunter Yueshan, sowie eine neue Nahkampfwaffe und verschiedene kosmetische Gegenstände ein. Der Preis des neuen Battle-Passes blieb derselbe wie in der vorherigen Saison, und das Level-Limit des Battle-Passes wurde von 110 auf 130 erhöht. Die Spieler erhielten außerdem den Dolch „Die Reiterklinge“ im Spiel als Dankeschön für ihre anhaltende Unterstützung. 24 Entertainment hat sich mit dem Kunstmuseum für alte chinesische Waffen zusammengetan, um diesen Dolch zu restaurieren, und hat es geschafft, ihn in Naraka: Bladepoint wiederzugeben.
Im August 2021 wurde das Spiel weltweit in mehr als 10 Sprachversionen veröffentlicht. Das NetEase Thunderfire UX-Team hat das UX-Design für Naraka: Bladepoint übernommen.
Naraka: Bladepoint ist seit Juni 2022 auf Xbox Series S und X, seit Juli 2023 für Playstation 5 erhältlich. Die Xbox-one-Version erschien am 22. Dezember 2022, wurde aber am  28. August 2024 wieder eingestellt. Als Grund für die Einstellung wurden die technischen Grenzen der Hardware angegeben.
Seit Ende September 2024 läuft die 14. Saison „Aurora“.

## Rezeption
Naraka: Bladepoint erhielt laut dem Bewertungsportal Metacritic die Bewertung „mixed or average“.
Naraka: Bladepoint wurde am 19. Oktober 2021 bei den Golden Joystick Awards, einem der ältesten Spielepreise weltweit, als Best Multiplayer Game 2021 nominiert.